# جمهورية شبين
نادي جمهورية شبين الرياضي هو نادي رياضي مصري تأسس عام 1932 في شبين الكوم، المنوفية، يشتهر النادي بشكل أساسي بفريقه لكرة القدم والذي يلعب في الدوري المصري الدرجة الثانية.

## سجل المشاركات
- كأس مصر (14) :23/2022، 22/2021، 21/2020، 20/2019، 19/2018، 18/2017، 17/2016، 16/2015، 12/2011، 10/2009، 09/2008، 08/2007، 07/2006، 06/2005.[2]